# Neodavisia melusina
Neodavisia melusina är en fjärilsart som beskrevs av Ferguson, Blanchard och Edward C. Knudson 1984. Neodavisia melusina ingår i släktet Neodavisia och familjen mott. Inga underarter finns listade i Catalogue of Life.